# Poa wippraensis
Poa wippraensis är en gräsart som beskrevs av Wein. Poa wippraensis ingår i släktet gröen, och familjen gräs. Inga underarter finns listade i Catalogue of Life.